# Rebeca Mendoza
Rebeca Mendoza (nacida en Buenos Aires el 24 de octubre de 1967) es una artista plástica argentina que trabaja la relación del arte, y la percepción sensorial. En su pintura explora la manera de plasmar emocionalmente sus conceptos. Las emociones que despliega no son circunstanciales, son los troncales de la misma existencia humana. 
Su filosofía existencialista es articulada en su planteo plástico con los fundamentos formales del arte. Su trabajo se desarrolla en la sincronicidad entre la emoción, el movimiento y la expresión que se genera en tiempo real, en ese presente.
“La creatividad es anidar en un lugar Informe. Aprender a no solidificar rápidamente es uno de los desafíos. Desde esa mirada nueva, desde ese lugar, podemos reinterpretar la realidad, dando un nuevo punto de vista de algo ya conocido. La creatividad es poder cruzar la línea del consciente y el inconsciente construyendo una relación fluida donde uno se nutre del otro en un diálogo fértil."
Ver página de la artista 

## Reseña biográfica

### Educación formal
Rebeca Mendoza nació el 24 de octubre de 1967 en Buenos Aires, Argentina. A los 15 años ingresa a la Escuela Superior de Bellas Artes Regina Paccis  y en 1992, concluye el profesorado de pintura en la Escuela Nacional de Bellas Artes Prilidiano Pueyrredón en la cual completó su formación académica tradicional.

### Búsqueda personal
Desde muy pequeña se sintió atraída por el dibujo y la pintura. A los seis años comenzó a pintar sobre cartones entelados desde un lugar personal y libre sin asistir a ningún taller. El interés por las artes plásticas hace que en 1984 asista al taller de Aurelio Macchi (Escultor argentino 27 de enero de 1916 – 1 de julio de 2010) en donde conoce los secretos del dibujo, modelo vivo y escultura. Además le permitió nutrirse de una generación artística argentina de los años 40’. Luego, estudia con Alberto Delmonte Archivado el 9 de enero de 2016 en Wayback Machine. (Pintor argentino 20 de abril de 1933 – noviembre de 2005), quien se relacionara con Ribeiro, discípulo directo de Torres García para luego instalar el Taller Sur en Buenos Aires. Fue quien la introdujo en las bases constructivistas del Río de la Plata, invitándola a jugar con las relaciones y los ritmos plásticos..

### Rebeca: Artista de Buenos Aires a New York
En 1990 establece su taller en Buenos Aires, en donde oficia el doble rol de artista y docente. Ese mismo año realizó su primera exposición individual en el Museo Prilidiano Pueyrredón en Argentina. En 1992, en el Centro Cultural Recoleta  participa de una Muestra colectiva y ese mismo año forma parte de otra exhibición con otros artistas organizada por la SAAP (Sociedad Argentina de Artistas Plásticos) Luego, le siguieron en 1993 la muestra individual de Fundación Integración y en 1994, en la Fundación Banco Ciudad de Buenos Aires.
Más tarde, en 1994 y por seis años se radica en New York, donde expone y enseña arte en  Studio in a School, institución fundada por Agnes Gund, filántropa y Presidente Emérita del MOMA (Museum of Modern Art).
Esta posibilidad surge cuando Juno Gallery se interesa por sus obras y la invita a realizar una muestra individual al año siguiente. Este hecho la decidió a instalarse en Clemente Soto Vélez en el Lower East Side (Manhattan, New York) junto a otros artistas.
En 1995 es la primera muestra individual en Gallery Juno, luego le seguirá otra exhibición dos años después en la misma galería. Y más tarde participará en la muestra colectiva itinerante: Latin American Artist que durante 1997 recorre Estados Unidos. Ese mismo año forma parte de la Feria Librart de Arte Contemporáneo en Bruselas, Bélgica. Más tarde en 1998 se suceden presentaciones con otros artistas en numerosas galerías: Gallery Sarah Moody, Tuscaloosa, Alabama. EEUU, en Gallery Louisiana, Ruston, Louisiana y en Gallery Slocumb, Johnson. Un año después vuelve a hacer una muestra en Manhattan, pero esta vez de forma colectiva en el Open Studio, CSV.
Las muestras individuales y colectivas en Estados Unidos continúan hasta ahora, sin embargo en el año 2001 Rebeca motivada por la necesidad de estar cerca de sus afectos regresa a Buenos Aires donde reabre su taller.

### Inspiración y Reflexión
Rebeca se siente atraída por la mirada trascendente del ser con el arte. Si bien ella no viene del mundo de la Danza, trabaja profundamente la relación del cuerpo con la expresión, es desde ahí donde por ejemplo, toma la postura filosófica de Pina Baush (Bailarina, coreógrafa y directora alemana pionera en la danza contemporánea. 27 de julio de 1940-30 de junio de 2009), quien fundamenta su obra a partir de la emoción, ya que la considera como motor del acto expresivo. Mientras que de Gabrielle Roth (Bailarina y música estadounidense creadora del 5 Rhythms Moving Meditation. 4 de febrero de 1941 - 22 de octubre de 2012) le impacta el método para utilizar el baile como un proceso transformador, conectando cuerpo y respiración, generando planos de consciencia duales: interior-exterior, hacia adelante y hacia atrás, emocionales-intelectuales.
Otras disciplinas fundamentales que marcan la carrera artística de Rebeca Mendoza son el yoga y la meditación Zen: “La meditación Zen me dio las herramientas para poder trabajar mi estado de conciencia, siendo más observadora de mis procesos plásticos que juzgadora de los resultados. La ausencia de expectativa y la concentración en el proceso profundo,  son actitudes y herramientas fundamentales en mi obra.”

### De escuelas y artistas
Las escuelas de referencia son la expresionista abstracta de Pintura (americana), la constructivista del sur Torres García que la acerca Delmonte y el Constructivismo europeo.
Entre los artistas se destacan Giorgio Morandi, Mark Rothko, Joan Mitchell, Helen Frankenthaler, Nicolas de Stael, The Kooning, Antonio Tapies, Robert Mothewell entre otros.
“Las imágenes de estos pintores me permiten identificarme directamente con instancias internas mías. Maneras de mirar y contemplar el mundo, es un instante de profunda filiación que encuentro en mi camino creativo.”

### Años recientes
De regreso a Argentina reabre su estudio en San Isidro, Provincia de Buenos Aires, en donde diariamente sus alumnos y colegas se vinculan con el arte desde distintas perspectivas, pero con el común denominador de ser vehículo de la expresión interna: “El motor de mi búsqueda es la unión de las emociones con el despertar de la conciencia y la captura presente para volcarlo en la obra.”
Cuando regresa a Buenos Aires, Ricardo Coppa Oliver (Fundador Galería Palatina, Galería Principium y Galería Coppa Oliver Arte) fue su galerista quien además de manejar su obra, también manejaba la de su maestro Delmonte. Gracias a esta oportunidad Rebeca Mendoza realizó varias muestras tanto individuales como grupales en su galería.
Simultáneamente continúa realizando muestras en New York y diferentes lugares de Estados Unidos, mayormente muestra en Juno Gallery y Artemisa Gallery, esta última especializada en arte latinoamericano contemporáneo.
Durante el año 2015 convoca a un grupo de 15 artistas argentinos radicados en Argentina y Estados Unidos organiza curando una muestra en homenaje a Julio Cortázar para presentar el 14 de abril de 2016 en el Centro Cultural Clemente Soto Vélez de New York.

## Muestras destacadas
- 2016-Two Person Show, Pictorial Fantasies Artemisa Gallery, Chelsea, Manhattan, NY, EE. UU.
- 2016 -Solo Show, Synchronicity Gallery Juno, Manhattan, NY, EE. UU.
- 2015-Two Person Show,  Mendoza-Vilar Artemisa Gallery, Chelsea, Manhattan, NY, EE. UU.
- 2014-Beyond Words, Solo show Gallery Juno, Manhattan. NY. EE. UU
- 2012-“Poema de las Formas” Galería Coppa Oliver, Bs. As.,  Argentina
- 1997 -Muestra individual, Gallery Juno, Manhattan, NY, EE. UU.
- 1995-Muestra individual, Gallery Juno, Manhattan, NY, EE. UU.
- 1994 -Muestra individual, Fundación Banco Ciudad de Bs. As, Bs. As., Argentina.
- 1993 -Muestra individual, Fundación Integración, Bs As., Argentina.
- 1990 -Muestra individual,  Museo Prilidiano Pueyrredón, Bs As., Argentina.

## Muestras colectivas destacadas
- 2016-Greenwich Pop-Up. Latinoamericanos, Connecticut, EE. UU.
- 2016-Cortazar, Show. The Clemente Cultural Center, Lower East, NY, EE. UU
- 2016 -Pictoria fantasies, two Person Show, Artemisa Gallery,  NY, EE. UU.
- 2015-Two person Show, Artemisa Gallery, Manhattan, NY, EE. UU.
- 2014 -Sumarte, colección As Argentina Fortabat, Bs. As., Argentina
- 2014-Diálogos, Galería Coppa Oliver, Bs. As., Argentina
- 2011-“El Baile” Galería Ricardo Coppa Oliver, Bs. As., Argentina
- 2009 -Museo, Rómulo Raggio, Bs. As., Argentina
- 2002 -ArteBA, Bs. As Laura Haber, Bs. As., Argentina
- 1999-Open Studio, CSV. Manhattan. NY, EE. UU
- 1998 -Gallery Sarah Moody, Tuscaloosa, Alabama, EE. UU
- 1998-Gallery Louisiana, Ruston, Luisiana, EE. UU
- 1998-Gallery Slocumb, Johnson, EE. UU
- 1997-Latin American Artist, (itinerante) EE. UU
- 1997-Feria Librart, Arte Contemporáneo, Bruselas, Bélgica
- 1992-Centro Cultural Recoleta , Bs As, Argentina.
- 1992-Muestra SAAP, Bs As, Argentina.

## Series importantes
- SERIE DE LOS ROSAS (ÓLEOS)
- SERIE DE LOS ROSAS (GRABADOS)
- SERIE CORTÁZAR
- SERIE COLORES
- SERIE DIÁLOGOS
- SERIE ENSAYOS
- SERIE PAPELES
- SERIE EL BAILE
- SERIE POEMA DE LAS FORMAS
- SERIE CONSTRUCTIVA BLANCA
- SERIE BLANCA
- SERIE CARBON
- SERIE SÍGNICA
- SERIE TRAZOS
- SERIE EL GOLPE
- SERIE URBANA
- LITOGRAFÍAS
- 2007
- SUS COMIENZOS

## Catálogos de Rebeca Mendoza
Catálogo 2016 - New York
Catálogo 2014 - New York
Catálogo 2011

## Fundamentación Filosófica
- ¿QUÉ HAGO CUANDO NO SÉ QUÉ ES LO QUE HAGO?
- OJO CRÍTICO, OJO CURIOSO
- SERIE DE LOS ROSAS
- DIALOGANDO CON CORTÁZAR
- FUNDAMENTACIÓN DE OBRA, GALERÍA ARTEMISA 2015
- MÁS ALLÁ DE LAS PALABRAS
- CRÍTICA DE OBRA - Máximo Jacoby
- POEMA DE LAS FORMAS
- FUNDAMENTACIÓN FILOSÓFICA
- FIGURACIÓN & ABSTRACCIÓN
- SERIE URBANA
- SERIE SÍGNICA

## ¿Qué hago cuando no sé qué es lo que hago?
Esta charla surge de analizar el abordaje de un lenguaje desconocido que se genera a partir de una necesidad profunda de desarrollar la creatividad.
Cuando sentimos el impulso de pintar, de generar formas, desde un lugar espontáneo, nos encontramos frente a un lenguaje difícil de elaborar. A su vez, se genera un paradigma, ya que la manifestación de un simple impulso podría confundirse con un acto deliberado que podría estar al alcance de cualquiera.
Vale decir que este acto aparentemente sin sentido y de libertinaje es uno de los actos más exigentes al cual nos enfrentamos cuando queremos desarrollar nuestro lenguaje creativo y saber qué es lo que estamos haciendo cuando no sabemos lo que hacemos.
Transitar este camino nos exige romper con nuestros sistemas tradicionales de aprendizaje y de comunicación con nosotros mismos para generar uno nuevo. Todos nosotros nacemos con un potencial, es decir, con una virtud por desarrollar. Esa virtud es una fuerza en potencia, si se quiere encapsulada, que se manifiesta muy tímidamente. Sin embargo, si le damos la posibilidad, comienza a desplegarse y a tomar una identidad que nos sorprenderá y nos guiará en el futuro. En ese despliegue, logramos reconocer parte de nuestra conciencia superior y encontramos el contenido de nuestra manifestación creativa.
Este potencial del que hablamos está en nuestro centro creativo, en nuestro centro vital, y a medida que lo desarrollamos descubrimos gradualmente el lenguaje del alma, una herramienta que nos permite afinar nuestro espíritu y nuestra capacidad para llevarlo a un nivel consciente. El impulso creativo es parte de esta fuerza vital que puja para ser reconocida por nuestra conciencia.
El sistema establecido de aprendizaje tradicional podría entenderse dentro de los términos composición, equilibrio, leyes del color, etc. Estos serían máximas establecidas que nos contienen, que nos marcan una dirección hacia dónde ir, que nos bajan el nivel de ansiedad, ya que trasladan la responsabilidad al exterior, porque la teoría es la que nos marca si lo que hacemos está bien o está mal. Entendiendo esto, si tomamos estas máximas como fines en sí mismas, nos coartarán la posibilidad de conocer nuestro propio sistema, o mensaje. Estos conceptos son constructivos si los utilizamos como condimentos para abonar nuestro camino interno, pero nunca como fines en sí mismos.
Nuestro primer desafío, entonces, es romper con este sistema establecido para generar un nuevo lenguaje y una nueva manera de comunicarnos con nosotros mismos, y así poder saber qué es lo que estamos haciendo cuando sentimos la pulsión de generar sin saber lo que hacemos.
En este nuevo sistema de comunicación, la respuesta acertada surge del artista mismo solo si sabe dialogar con su necesidad y desplegar su potencial.
Si juego a inventar una palabra que resuma este circuito, diría “PIARE”. Esta sería una guía para nuestro nuevo sistema lingüístico.
P: pulsión I: intuición A: acción R: reflexión E: emoción
La pulsión es una necesidad, un impulso que se sirve de la intuición para producir una acción que podemos trabajar a través de la reflexión guidada por nuestra emoción.
Esta sería una manera de describir el nuevo circuito de comunicación que podríamos estar estableciendo para favorecer nuestra nueva forma de comunicarnos con nosotros mismos y de desarrollar nuestro potencial.
En este caso, la necesidad del artista se convierte en el sujeto de su arte. Para que esto suceda, debemos tener nuestro ojo curioso activo y trabajar la aceptación en nuestra búsqueda —búsqueda en la que el proceso es más importante que el resultado final—, ya que desde esta mirada nuestras obras representarán diferentes aspectos de un mismo cuadro, el cual pintaremos durante toda nuestra vida.
¿Quién mejor que el sujeto mismo, que reconoce su propia necesidad de expresión, para decir si se acerca o no a lo deseado? El poder estaría centrado en el propio artista y ya no en las leyes de un libro.
Si queremos anidar en el mundo creativo, debemos correr el riesgo de no tener asegurado un resultado. Lo creativo conlleva lo intuitivo (porque es la inteligencia del universo), la sincronicidad universal. Lo creativo conlleva el rompimiento de las leyes que atentan contra lo nuevo, contra lo orgánico, contra la evolución, contra el descubrimiento. Lo creativo es improvisación sincronizada con la necesidad correcta, en buen tiempo y forma, de acción y emoción.
Jugar con el mundo creativo es derribar la idea de lo imposible para comprender que en la medida en que reconozcamos nuestra necesidad y la nutramos, anidaremos en el mundo de nuestro potencial para crecer sin límites en nuestra expansión de conciencia universal, donde ya no somos uno, sino un todo con el universo. 
Guía de preguntas simples y concretas que nos ayudan a dialogar y a encauzar el trabajo.
-	¿Con qué colores quiero pintar?
–	¿Qué herramientas tengo ganas de explorar o podría explorar?
–	¿Qué pasa si exploro el material sin necesidad de crear algo?
–	¿Podría pintar con los dedos? ¿Y con las manos? ¿Y por qué no con un trapo?
–	¿Qué pasa si pinto sobre una hoja mojada? ¿Y si pinto en el piso? ¿En una mesa o en un caballete?
–	¿Dónde estoy más cómodo(a)?
–	¿Qué parte del trabajo me gusta más?
–	¿Me gusta la paleta que utilicé? ¿Me gustaría cambiarla? Y si la respuesta es no sé, ¿qué pasa si pruebo una posibilidad y luego la otra?
–	¿Qué tipo de estructura (dibujo) propone mi trabajo? ¿Es orgánica, geométrica? ¿Qué pasa si giro la mancha y la miro desde diferentes lugares?
–	Cuando pinto, ¿siento temor? ¿Me favorece pintar ratos más largos? ¿Qué pasa si pinto en un papel que no me importa y luego lo puedo tirar?
–	Si no me gusta lo que manché, ¿qué puedo hacer? ¿Lavar la tela? ¿Se puede? ¿Y si pruebo?
–	Si durante una semana pinto sin mirar los resultados, pero investigando las posibilidades del material, ¿me servirá de algo?
Si aprendemos a observar los trabajos con este ojo curioso, comenzaremos a sacarle peso al resultado y a disfrutar del proceso. A su vez, la intuición cobrará fuerza, ya que será ella quien nos guíe en este sistema, y muy lentamente nuestro sistema anterior se irá rompiendo para dialogar desde un lugar nuevo. Desde este lugar de la pregunta, aprenderé a escuchar mi necesidad, y mis trabajos lentamente irán sintonizándose con mi deseo. 
Algunas sugerencias de comportamiento
-	Bajar las expectativas con respecto a los resultados.
–	Poner las expectativas en disfrutar el proceso y desarrollar la curiosidad.
–	Jugar para ver qué pasa.
–	Romper circuitos de hábitos.
–	Experimentar con elementos desconocidos.
–	Observar si tengo miedo, si estoy tenso(a) o si tengo mucha exigencia para lograr algo.
–	Escuchar exactamente la descripción de lo que siento y darle crédito a mi intuición. Esa voz interna que me susurra hacia dónde se orienta mi deseo es la llave de mi evolución.
RM

## Ojo crítico, ojo curioso
Los guardianes de nuestros deseos
El trabajo creativo es la propia reflexión de un artista, es el despliegue del descubrir en el que se ve nuestro pensar y nuestra necesidad, para luego condensar ese proceso en imágenes, legados visuales o cuerpo de obra.
El ojo crítico y el curioso son aspectos naturales de nuestra mirada. Es imposible que seamos el uno o el otro, esta dualidad es inherente a nuestro ser.
Debo reconocer que estamos educados y entrenados para mirar las cosas con el ojo crítico y no tanto con el ojo curioso. Lejos de un acto prejuicioso, tal vez, la crítica nace de la necesidad de buscar un parámetro comparativo que nos avale y nos asegure una respuesta.
El ojo crítico tiende a desarrollar un criterio determinado, mientras que la mirada curiosa nos permite entrar en el lenguaje del juego para redescubrir las cosas durante el proceso. Son dos maneras diferentes de poder mirar y aproximarnos a un mismo hecho.
El ojo crítico nace en el pensamiento comparativo para tener autoridad de decir qué está bien o que está mal. El ojo curioso crece y se alimenta en el descubrimiento, y se fortalece en la libertad de poder generar durante los procesos de descubrimiento.
Si tuviera que potenciar los dos aspectos, diría que lo ideal es trabajar partiendo desde un proceso curioso (una verdadera necesidad) y luego contemplar el resultado con ojo observador de crítica constructiva, con el objetivo de poder acercarnos a nuestras emociones o a la necesidad que nos llevó a trabajar sobre ese determinado tema. De esta manera, el ojo crítico pasaría a tener una función altamente constructiva y actuaría como facilitador de nuestros deseos y llamados profundos, para ayudarnos a registrar si estamos lejos o cerca de lo que intuitivamente buscamos. Si el ojo crítico potencia el curioso, estaremos trabajando exponencialmente las dos fuerzas.
El arte está gestado en una pulsión intuitiva, cultivada desde la emoción, entrenada por una templanza interna; el arte devuelve conscientemente lo que cada uno tiene dentro.
R.M.